# Farád
Farád là một thị trấn thuộc hạt Győr-Moson-Sopron, Hungary. Thị trấn này có diện tích 29,02 km², dân số năm 2010 là 1947 người, mật độ 67 người/km².